# Лорин Мазел
Лорин Варенцов Мазел (енгл. Lorin Varencove Maazel; 6. март 1930 – 13. јул 2014) био је амерички диригент, виолиниста и композитор. Почео је да диригује са осам година. Стекао је репутацију у концертним дворанама Европе до 1960. године, док је његова каријера у САД напредовала много спорије. Радио је као музички директор Оркестра Кливленда, Националног оркестра Француске, Питсбуршког симфонијског оркестра, Симфонијског оркестра Баварског радија и Њујоршке филхармоније. Мазел је био веома цењен у техници палице и поседовао је фотографско памћење за партитуре.

## Порекло
Мазел је украјинског јеврејског порекла. Рођен је у Неји на Сени у Француској.
Његов деда Исак Мазел (1873–1925), рођен је у Полтави (данашњаУкрајина), тада у Руској империји. Деда Исак је као виолиниста свирао у оркестру Метрополитен опере. Исак и његова супруга Естер Глејзер (1879–1921, пореклом из Харкова, тада у Руском царству), дошли су у Северну Америку 1900. године након рођења свог најстаријег сина Марвина (1899–1988), који је касније постао пијаниста и композитор.
Мазел је одрастао у Сједињеним Државама, првенствено у кући својих родитеља у граду Питсбургу, четврти Оукленд. Његов отац, Линколн Мазел (1903–2009) био је певач, учитељ певања и клавира, али и глумац који је имао улогу у хорор филму Џорџа А. Ромера из 1978. Мартин. Лоринова мајка Марион „Мари“ Шулман Мазел (1894–1992), основала је са супругом Линколном Омладински симфонијски оркестар Питсбурга.

## Одрастање и рана каријера
Мазел је био чудо од детета и имао је савршен глас. Прву лекцију дириговања имао је са седам година код Владимира Бакалејникова, а дебитовао је са осам година, диригујући Оркестром Универзитета Ајдахо у Шубертовој „Недовршеној“ симфонији у Лос Анђелесу 1938. Исте године је дириговао Оркестром националне гимназије у Националном музичком кампу у Интерлокену, Мичиген. Следеће године дириговао је 11 концерата истог оркестра на Светској изложби у Њујорку. Са једанаест година, гостовао је на радију са Симфонијским оркестром Ен-Би-Си-ја. Са дванаест година био је на турнеји по Сједињеним Државама да би дириговао великим оркестрима. Дебитовао је на виолини са петнаест година. Похађао је Школу Фани Едел Фалк на Универзитету у Питсбургу као дете, а затим средњу школу Пибоди и Универзитет у Питсбургу. Мазел је 1945. кратко студирао код Пјера Монтеуа.
Почетком 1950-их Мазел је био на турнеји као диригент са Гершвиновим концертним оркестром. Оркестар се састојао од 25 чланова и запаженог низа солиста. Оркестар је организован у сарадњи са Иром Гершвином. На листи солиста били су Хезус Марија Санрома, Керолин Лонг и Теодор Упман.

## Ангажман у Кливленду
У својој 13. години, Лорин Мазел је дириговао у Кливленду 14. марта 1943. године. Дириговао је избором композција које су укључивале увертиру из Вагнерове опере Ријенци и Шубертове "Недовршене” симфоније. Тада је у његовом оркестру на виолини наступила 14-годишња Патриша Траверс. Мазел је 1972. постао музички директор Кливлендског Оркестра, наследивши Џорџа Села.
Мазел је дириговао Кливлендским оркестром током сезоне 1981-82 пре него што је отишао у Европу. Током последњих година Мазеловог мандата у Кливленду, Удружење музичке уметности покренуло је концерт у част живота и дела др Мартина Лутера Кинга, који ће постати годишња традиција.
У последњој сезони у Кливленду, Мазел је дириговао на само седам концерата. Његов последњи наступ у Северанс холу, 15. маја 1982, укључивао је презентацију Вердијевог Реквијема, који је потом извео на турнеји следеће недеље у њујоршким Линколн центру и Карнеги Холу, као и на Вулси Холу на Универзитету Јејл.

## Каријера у Европи
Године 1960. Мазел је постао први Американац који је дириговао у Бајројт Фестшпилхаусу. Био је шеф-диригент Немачке опере у Берлину од 1965. до 1971. и Радио-симфонијског оркестра (РСО) Берлин од 1964. до 1975. године.
Године 1977. Мазел је постао музички директор Националног оркестра Француске у Паризу, и на тој позицији је остао до 1991. године.
Од 1982. до 1984. Мазел је служио у Бечкој државној опери као генерални директор и главни диригент. Године 1980. наследио је Вилија Босковског као диригент на Бечком новогодишњем концерту. Мазел је дириговао на овој манифестацији сваке године, све до 1986. Потом је дириговао још четири пута: 1994, 1996, 1999. и 2005. године.
Од 1984. до 1988. Мазел је био музички консултант Симфонијског оркестра Питсбурга, а потом и његов музички директор од 1988. до 1996. године.
Године 1989, очекујући да постане наследник Херберта фон Карајана на месту шефа диригента Берлинске филхармоније, Мазел је изненада и јавно прекинуо све везе са оркестром када је објављено да ће дужност преузети Клаудио Абадо. Тврдио је да је био забринут за добробит оркестра.
Од 1993. до 2002. године био је главни диригент Симфонијског оркестра Баварског радија у Минхену.

## Међународна каријера
Године 2000. Мазел је наступио као гост са Њујоршком филхармонијом у две недеље претплаћених концерата након више од двадесет година одсуства, што је наишло на позитивну реакцију музичара оркестра. Овај ангажман је довео до његовог именовања у јануару 2001. за музичког директора оркестра, наследивши Курта Мазура. Мазел је дириговао Њујоршком филхармонијом у њиховој посети Пјонгјангу, Северна Кореја, 26. фебруара 2008. Предводио је оркестар у извођењу химни Северне Кореје и Сједињених Америчких Држава, Дворжакове Симфоније Новог света, Џорџа Гершвина Американац у Паризу, а завршио је традиционалном корејском народном песмом „Ариранг“. Мазел је напустио Њујоршку филхармонију на крају сезоне 2008/09.
Године 2004. Мазел је постао музички директор Филхармоније Артура Тосканинија. Од септембра 2006. до марта 2011. био је музички директор оркестра у Валенсији, Шпанија. Његов последњи концерт у Валенији на позицији музичког директора одржао је на свој 81. рођендан 6. марта 2011, диригујући  једином опером коју је сам компоновао са називом "1984". Ова композиција, засновану на роману Џорџа Орвела 1984, наишла је на лош пријем код критичара.
У марту 2010. Мазел је именован за шефа диригента Минхенске филхармоније, који је ступио на снагу од сезоне 2012/13. Почетком 2014. Мазел је отказао концертне ангажмане због лошег здравља. Након тога, у јуну 2014, најавио је оставку на место музичког директора Минхенске филхармоније, која је одмах ступила на снагу.
Мазел је дириговао музиком за три оперска филма, Дон Ђовани (1979), Кармен (1984) и Отело (1986).  Приказан је како диригује Бечким новогодишњим концертом на аустријској поштанској марки издатој 2005. Мазел и његова супруга Дитлинде Турбан заједно су водили летњи музички фестивал под називом Каслтон Фестивал на свом имању, фарми Каслтон у Вирџинији. Тада је Мазел аранжирао Вагнеров Прстен Нибелунга у 70-минутну свиту, 'Прстен' без речи, коју је снимио још 1987. са Берлинском филхармонијом.
Мазелов целокупан опус броји преко 300 снимака дела Бетовена, Брамса, Малера, Моцарта, Шуберта, Рихарда Штрауса и других композитора. Освојио је 10 Гранд При ду Диск (фр. Grand Prix du Disque) награда.

## Смрт
Мазел је преминуо 13. јула 2014. на свом имању Каслтон Фармс у Вирџинији, од компликација упале плућа. Иза њега су остале ћерке Ањали Мазел и Дарија Мазел Стекети; син Илан Мазел и ћерка Фиона Мазел; његова супруга Дитлинде Турбан Мазел, њихови синови Орсон и Лесли, и њихова ћерка Тара, и четворо унучади, Киран, Овен, Калипсо и Сахара.

## Почасти
Мазел је добио Национални орден Легије части Француске Републике и Финског Ордена Лава. Одликован је највишим признањима Савезне Републике Немачке и Аустрије. 27. маја 2013. добио је почасно чланство у Бечкој државној опери. Мазел је добио италијанску Награду Премио Абиати и био је почасни доживотни члан Израелске филхармоније. Такође, био је носилац највишег звања Савезне америчке државе Кентаки: Пуковник Кентакија.